# 잭 옹

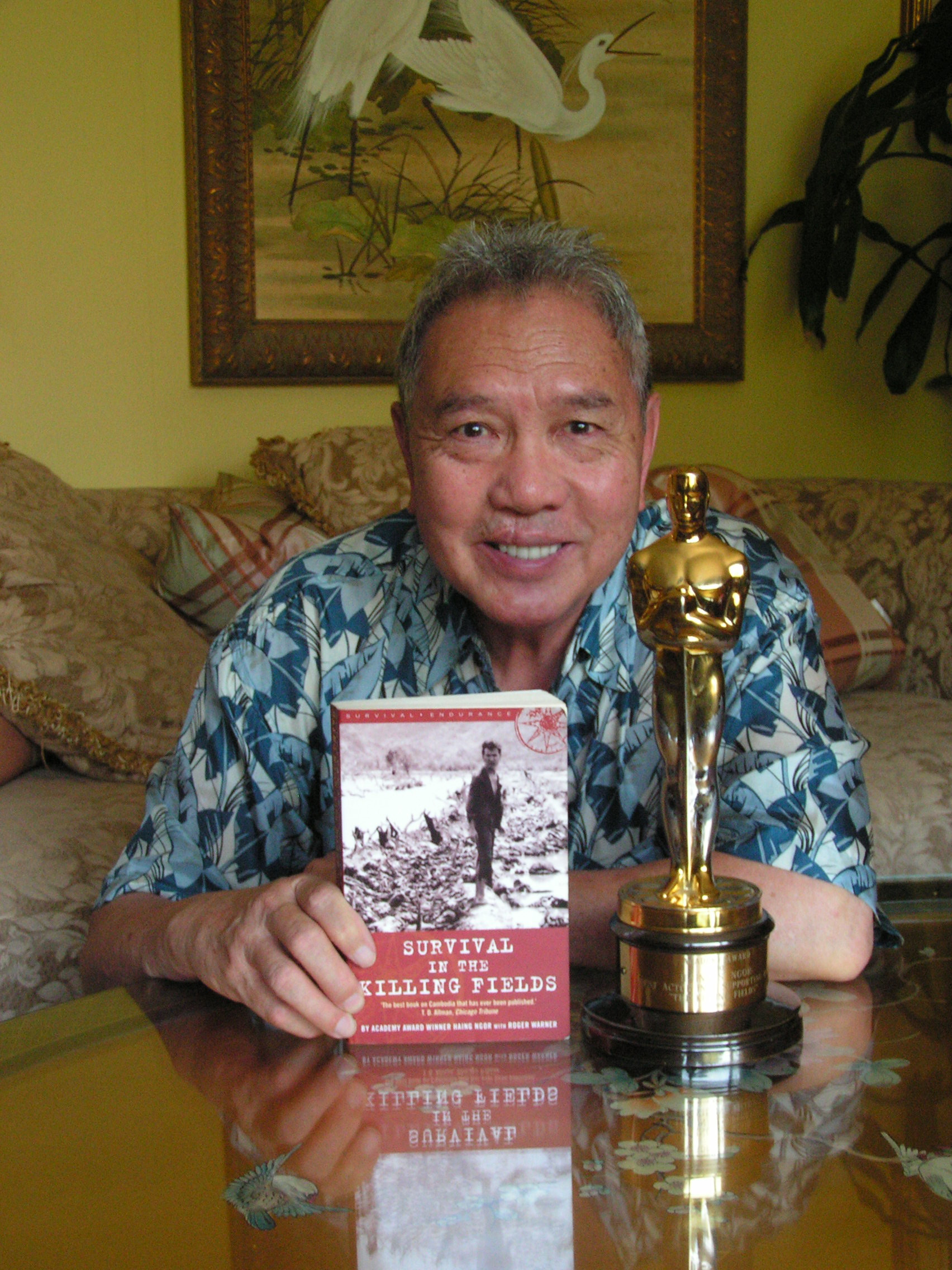

잭 옹(Jack Ong, 1940년 11월 6일 ~ 2017년 6월 13일)은 미국의 배우, 작가, 사진 기자, 성우이다.
메사에서 태어났다.

## 출연 작품
- 칸느 맨 (2011년)
- 넥스트 (2007년)
- 아트 스쿨 컨피덴셜 (2006년)
- 아키라 앤 더 비 (2006년)
- 허프 (2004년)
- 나는 네가 지난 여름에 한 일을 알고 있다: 라스트 머더 (2000년)
- 하인드사이트 (1996년)
- 터치드 바이 언 엔젤 (1994년)
- 이젠 키스 안 사요 (1992년)
- 트라이앵글 (1989년)
- 미혼모 (1988년)
- 내 친구는 외계인 (1988년)
- 북풍이 강타할 때 (1974년)

### 텔레비전
- Out of Practice (2005년)